# 杉山真也
杉山 真也（すぎやま しんや、1983年10月3日 - ）は、TBSテレビのアナウンサー。

## 来歴
東京都出身。お茶の水女子大学附属小学校・お茶の水女子大学附属中学校、東京都立小石川高等学校、早稲田大学第一文学部卒業。
学生時代、TBSの情報番組『ジャスト』で同番組に出演していた安住紳一郎を見たのがきっかけで、アナウンサーに興味を持ち始めたという。
大学3年生の時、第17回ジュノン・スーパーボーイ・コンテストに応募し、敗者復活でベスト30まで残ったことがある。大学生時代は特にアナウンサーになろうとは思わず、放送系サークルにも入らずアナウンス学校にも通ってはいなかったが、マスコミ業界の中でも一番早く始まるアナウンサー試験を、「面接・試験慣れ」の目的で受け始める。そしてその試験を受けている中で、「決められた時間内で決められたテーマで話す」などといった試験内容が「それまでの試験に無く、刺激的で面白い」と思い、そこから本格的にアナウンサーになりたいと思い始める。しかし大卒時の就職活動で受験したアナウンサー試験には合格せず。卒業後に就職浪人すべく1年間のアルバイトを経て、2007年同社入社。
2010年9月11日の大宮アルディージャ対清水エスパルスでサッカー実況開始。
2024年12月13日に発表されたオリコンの「好きな男性アナウンサーランキング」で、入社18年目にして初めて10位にランクイン。『THE TIME,』での進行や『SASUKE』の実況などで高い評価を得ている。

## 人物

### 趣味・特技
特技は草野球で、中学（野球部長だった）と高校時代は野球部に入部
。草野球チームMAX!! では中堅手。縄跳び、携帯電話のメール打ち、サッカー。地元のサッカーチームに所属していたことがあり、大学時代はフットサルサークルに入っていた。

### 特徴
体が硬いため『ジェーン・スー 生活は踊る』でY字バランスを目指したことがある。

### 資格
普通自動車運転免許、教職員免許（高校公民）、色彩コーディネーター3級、漢字検定2級、PADIオープンウォーターを所持している。

### 家族
父、母、妹がいる。毎年両親の誕生日には、兄弟で直筆の手紙を送るという。

## 現在の担当番組

### テレビ
- ニンゲン観察バラエティ モニタリング
- ジョブチューン アノ職業のヒミツぶっちゃけます!　- 超一流料理人によるジャッジコーナーの進行
- THE TIME'（2021年10月1日 - ） - 月 - 金曜日総合司会（2021年10月 - 2024年3月）→月 - 木曜日総合司会（2024年4月 - 2025年3月) 月曜〜水曜総合司会(2025年4月〜)
- THE TIME,（2021年10月1日 - 2025年3月） -  月 - 金曜日進行キャスター。(2025年4月〜) 月曜〜水曜、金曜進行キャスター
- 前枠番組の『THE TIME'』に続いて出演。『THE TIME,』にのみ出演する司会・キャスター陣と違って、全編に登場する。『THE TIME,』の月曜-木曜日総合司会である安住紳一郎が休暇等での不在時は、『THE TIME,』は総合司会代行兼進行キャスターとなる。
- THE神業チャレンジ(実況)
- 世の中なんでもHOWマッチ いくらかわかる金?
- SASUKE
- スポーツ実況

### ラジオ
- ジェーン・スー 生活は踊る（2017年4月4日 - ） - 火曜パートナー（2017年4月 - 2024年3月）→ 水曜パートナー（2024年4月 - ）『THE TIME'』『THE TIME,』の放送開始後も、水曜日に両番組の本番を終えてから出演している。ただし、第5水曜日は休演。

## 過去の担当番組

### テレビ
- みのもんたのサタデーずばッと（山内あゆの代役として。2008年9月6日 - 2009年3月28日）
- ざっくりマンデー!!（月曜→火曜深夜、 - 2010年3月23日）
- THE NEWS（日曜13:55および17:30からの枠、2009年4月5日 - 2010年3月28日）
- JNNニュース（日曜昼、2010年4月4日 - 2011年3月27日）
- Nスタ（日曜、2010年4月4日 - 2011年3月27日。2011年10月9日は蓮見孝之の代理。2012年5月13日は赤荻歩の代理）
- S☆1（2010年4月 - 2012年3月。2010年度には土・日曜日とも、スポーツアナウンサーのローテーションで、「生読み担当」として出演。2011年度には、日曜日の「生読み担当」を続ける一方で、土曜日に番組内の「JNNニュース」を担当していた。2012年3月末で降板[14] した後も、進行キャスターの佐藤文康が出演できない場合に、佐藤の代理で登場することがある。）
- はなまるマーケット（2007年10月 - 2013年3月。曜日コーナー（水曜（はなまるブームラボ）→火曜（スカッと解消!シバタ本舗）→この間中断→火曜（柴田理恵の美食ハンター））。「とくまる」レポーター）
- 王様のブランチ（2012年4月7日 - 2014年3月29日。:当初は第2部コーナー「DVDブラボー」担当、2013年4月より第1部も出演。）
- JNNフラッシュニュース（隔週木曜（2013年度））
- いっぷく!（2014年3月31日 - 2015年3月27日）
- 報道LIVE あさチャン!サタデー（2014年4月5日 - 2017年3月25日） - サブキャスター。TBSテレビでは「開運音楽堂」終了45分後に再び登場する格好になっていた。
- みんなのえいが（2010年4月 - 2018年3月）
- 開運音楽堂（2014年1月 - 2019年5月18日）
- あさチャン!（2018年4月2日 - 2019年12月27日）
- 激モテ!セブンティーン学園（BS-TBS）
- non-no TV（ナレーション、BS-TBS）
- ℃-uteのチャレンジTV（BS-TBS／2014年4月 - 9月、月1回） - 司会
- JNNイブニング（TBSニュースバード／水曜、2008年4月 - 9月）
- ニュースバード1600（TBSニュースバード／2012年4月6日 - 2013年3月25日）
- ひるおび!（2015年3月30日 - 2021年9月30日） - 月曜のみ→月曜・木曜レギュラー
- 水曜日のダウンタウン
- 炎の体育会TV（実況）
- J-LEAGUE WIDE（BS-TBS・TBSチャンネル）
- 2007年世界陸上選手権のたすきリレー（2007年7月16日 - 8月24日、9月5日。9月5日に同期の井上貴博、先輩の岡村仁美と神田明神にたすきを奉納した。）
- ママアナのデジ@缶（2007年9月16日）
- 2時っチャオ! - 月1回、新聞コーナー
- イブニング・ファイブ - 火曜、リポーター
- 女子アナの罰（2013年5月22日・7月24日）
- 安堂ロイド〜A.I. knows LOVE?〜 第4話（2013年11月3日） - ラジオキャスター 役
- ビートたけし大感謝祭 MOZU&赤めだか…UFOも来るかも!?（2015年12月28日） - ナレーション担当
- リオデジャネイロオリンピック2016（同年8月） - 現地リポーター
- KUNOICHI（2017年2月12日・7月2日） - 第9回BLUEステージ・FINALステージ実況、第10回REDステージ実況
- ピラミッドダービー（一部コーナー実況）
- TBS秋の新番組プレゼン祭 新ドラマの魅力が丸わかり!（2020年10月11日）
- 速報!ドラフト会議 THE運命の一日（2021年10月11日。前週から木・金曜日に『THE TIME,』を共同で進行する江藤愛（後輩アナウンサー）とのコンビで進行を担当。）
- 日本沈没-希望のひと- 第6話（2021年11月21日）
- 最愛 8話（2021年12月3日）
- オールドルーキー 第1話（2022年6月26日）

### 映画
- ラストマイル (2024年8月23日) - アナウンサー 役

### ラジオ
- TBSラジオニュース（木曜8:53頃など、2008年4月 - 9月）
- TBSラジオ エキサイトベースボール（2011年まで、放送予定のない試合で実況の練習およびラジオニュース用の録音実況を行っていた。）
- ザ・トップ5（木曜日、2013年10月3日 - 2014年3月27日）
- 歌会（日曜早朝、2014年4月6日 - 2015年3月29日）
- ジェーン・スー相談は踊る（2015年6月20日 - 10月10日） - 「あなたを導く 恋愛相談の館」コーナー進行。2014年4月12日ほか、代行MCとしても出演経験あり。
- TOKYO JUKEBOX（水曜レギュラー、2016年9月28日 - 2017年3月22日）
- サキドリ!感激シアター（2017年4月3日 - 2018年3月26日）
- THE ARTIST BOX（ナビゲーター、2017年4月2日未明（1日深夜） - 2018年4月1日未明（3月31日深夜））
- ミュージックナビ〜昨日と今日との交差点〜（2010年11月8日 - 11月12日、長期休暇を取得した向井政生の代わりに担当）
- 都市型生活情報ラジオ 興味R（週替わりアシスタント、2017年4月10日）
- 第50回日本有線大賞（ラジオ放送進行、2017年12月10日）
- 安住紳一郎の日曜天国（不定期出演、番組準レギュラーとしては2013年5月から2021年9月。2014年9月までは「さばいてにち10」担当の外山惠理不在時の代行。2016年1月3日、冬休み中の安住紳一郎の代役としてメインパーソナリティを担当。）
- 朗読のミカタ（2022年10月17 - 21日[15]、2023年2月6 - 9日[16]）

### ネット配信
- これスキ!なんかイモみたい!!（2014年4月2日 - 2015年3月25日）
TBS YouTube公式チャンネル毎週水曜日更新